# جبال ثبير
جبال ثبير هي مجموعة جبال تقع في مكة المكرمة، وتعرف بالأثبرة، ومنها ثبير الأثبرة والمقصود هنا الجبل الذي صعد عليه النبي محمد صلى الله عليه وسلم مرافقاً جبريل عليه السلام ويسمى عند أهل مكة مجر الكبش وجبل الرخم، على أعلى قمته بياض كالثلج، وهو الجبل الذي هبط عليه كبش فداء إسماعيل عليه السلام، وكان الجبل في الجاهلية توقيت لنزول العرب من مزدلفة وذلك عند شروق الشمس على ثبير غيناء.

## التسمية
سمي بثبير نسبة إلى رجل اسمه ثبير من هذيل مات فيه. وقال فيه الشاعر 

## السلسلة الجبلية
ثبير مجموعة جبلية لثمانية أماكن شرق مكة المكرمة وهي:
- ثبير الأثبرة

ويقع على يسار الذاهب إلى عرفات.
- ثبير غيناء

هو أكبر الأثبرة، ويقع مقابل جبل حراء، سمى في الجاهلية «سميرا» وسُمي كذلك صفَرا، ويطلق على قمته ذات القتادة، وهو الجبل الذي يقال: إن إبراهيم عليه السلام صعد إليه حين أمره ربّه أن يؤذّن في الناس بالحج «وأذّن في الناس بالحج يأتوك رجالًا».
- ثبير الأعرج

يقع بين المغمس وبساتين ابن عامر في جهة عرفة.
- ثبير النصع

يقع بمزدلفة على يسار الذاهب إلى منى، وهو الجبل الذي كان يدلف العرب في الجاهلية من مزدلفة إذا أشرقت الشمس على رأسه، ويقولون: «اشرق ثبير، كيما نغير».
- ثبير الأخضر

ويقع في منطقة تعرف بالخضراء على طريق منى.
- ثبير النخيل

يعرف أيضا بالأقحوانة، ويوجد به الثنية الخضراء.
- ثبير النوب

هو جبل النوبي المعروف بأسفل مكة من جهة الشبيكة.
- ثبير الأحدب

ويقال له الأحيدب وهو جبل يقع بمنى بالقرب من جبل ثبير الأثبرة في الجهة المقابلة لمسجد الخيف، على يسار الذاهب إلى عرفة.